# Skoky do vody na Letních olympijských hrách 1928
Skoky do vody na Letních olympijských hrách v  Amsterdamu. 

## Medailisté

### Muži
| Kategorie | Zlato                                          | Stříbro                                         | Bronz                                           |
| --------- | ---------------------------------------------- | ----------------------------------------------- | ----------------------------------------------- |
| Prkno 3 m | Pete Desjardins · Spojené státy americké (USA) | Michael Galitzen · Spojené státy americké (USA) | Farid Simaika · Egypt (EGY)                     |
| Věž 10 m  | Pete Desjardins · Spojené státy americké (USA) | Farid Simaika · Egypt (EGY)                     | Michael Galitzen · Spojené státy americké (USA) |

### Ženy
| Kategorie | Zlato                                                    | Stříbro                                           | Bronz                                             |
| --------- | -------------------------------------------------------- | ------------------------------------------------- | ------------------------------------------------- |
| Prkno 3 m | Helen Meanyová · Spojené státy americké (USA)            | Dorothy Poyntonová · Spojené státy americké (USA) | Georgia Colemanová · Spojené státy americké (USA) |
| Věž 10 m  | Elizabeth Becker-Pinkston · Spojené státy americké (USA) | Georgia Colemanová · Spojené státy americké (USA) | Laura Sjöqvistová · Švédsko (SWE)                 |

## Přehled medailí
| Pořadí | Země                   | Zlato | Stříbro | Bronz | Celkově |
| ------ | ---------------------- | ----- | ------- | ----- | ------- |
| 1.     | Spojené státy americké | 4     | 3       | 2     | 9       |
| 2.     | Egypt                  | 0     | 1       | 1     | 2       |
| 3.     | Švédsko                | 0     | 0       | 1     | 1       |
|        |                        |       |         |       |         |
| Celkem | Celkem                 | 4     | 4       | 4     | 12      |